# 长茅水库
长茅水库是中国海南省乐东黎族自治县中部望楼河中游的一座大型水库，是一座以灌溉为主，结合防洪、发电和养鱼的多年调节水库。工程始建于1958年，1964年竣工蓄水。总库容1.42亿立方米，正常蓄水库容1.11亿立方米。大坝为均质土坝，主坝坝顶长370米，坝顶高程164.5米，最大坝高36.5米，坝顶宽5米。设有坝后引水式发电站，装机2台容量3200千瓦，年发电量295万千瓦时。水库是望楼河灌区的主要供水水源，设计灌溉面积1.15万公顷（包括下游的石门水库和三曲沟水库），现灌溉面积9300公顷。长茅水库枢纽包括石门、三曲沟、南木等3座水库。长茅水库放水归河，经下游18公里的石门水库后，尾水进入东西干渠输向长茅灌区，其中东干渠长23千米，西干渠长33千米。西干渠末端建有三曲沟水库。20世纪70年代，为了解决长茅水库水量不足，建成南木引水工程，从南木水库引水入长茅水库。库区植被覆盖良好，水土流失程度轻微，水库淤积少，水质符合国家Ⅱ类水标准。